# Johan Cruijff Schaal
La Supercoppa dei Paesi Bassi, ufficialmente Johan Cruijff Schaal (in italiano Scudo Johan Cruijff), è un trofeo calcistico olandese che si assegna a finale unica, disputata tra la vincitrice della Eredivisie (campionato di prima divisione) e quella della KNVB beker. Se una squadra detiene sia il titolo nazionale sia la coppa, l'altra finalista è la seconda classificata in campionato.
Inaugurato nel 1949 come "Supercoppa", il torneo fu subito sospeso, per essere poi ripristinato dal 1991 come PTT Telecom Cup con finale da disputarsi allo stadio De Kuip di Rotterdam. Nel 1994 venendo meno la sponsorizzazione tornò a chiamarsi semplicemente "Supercoppa" per poi diventare Johan Cruijff Schaal, in onore del giocatore olandese più forte di tutti i tempi, nel 1996, con finale spostata alla Amsterdam ArenA. Dal 2017 si gioca nello stadio della vincitrice dell'Eredivisie.

## Risultati
| Edizione | Vincitore     | Data          | Campione d'Olanda | Finalista      | Risultato             | Sede                           | Spettatori    |
| -------- | ------------- | ------------- | ----------------- | -------------- | --------------------- | ------------------------------ | ------------- |
| 1949     | SVV           | 25 giugno     | SVV               | Quick Nijmegen | 2 - 0                 | Nimega, Goffertstadione        | 20 000        |
| 1991     | Feyenoord     | 14 agosto     | PSV               | Feyenoord      | 0 - 1                 | Rotterdam, Feijenoord Stadion  | 30 288        |
| 1992     | PSV           | 12 agosto     | PSV               | Feyenoord      | 1 - 0                 | Rotterdam, Feijenoord Stadion  | 32 650        |
| 1993     | Ajax          | 8 agosto      | Feyenoord         | Ajax           | 0 - 4                 | Rotterdam, Feijenoord Stadion  | 28 750        |
| 1994     | Ajax (2)      | 21 agosto     | Ajax              | Feyenoord      | 3 - 0                 | Amsterdam, Stadio Olimpico     | 23 500        |
| 1995     | Ajax (3)      | 16 agosto     | Ajax              | Feyenoord      | 2 - 1 gg              | Amsterdam, Stadio Olimpico     | 25 000        |
| 1996     | PSV (2)       | 18 agosto     | Ajax              | PSV            | 0 - 3                 | Amsterdam, Amsterdam Arena     | 31 000        |
| 1997     | PSV (3)       | 17 agosto     | PSV               | Roda JC        | 3 - 1                 | Amsterdam, Amsterdam Arena     | 15 000        |
| 1998     | PSV (4)       | 16 agosto     | Ajax              | PSV            | 0 - 2                 | Amsterdam, Amsterdam Arena     | 39 500        |
| 1999     | Feyenoord (2) | 8 agosto      | Feyenoord         | Ajax           | 3 - 2                 | Amsterdam, Amsterdam Arena     | 39 500        |
| 2000     | PSV (5)       | 13 agosto     | PSV               | Roda JC        | 2 - 0                 | Amsterdam, Amsterdam Arena     | 28 000        |
| 2001     | PSV (6)       | 12 agosto     | PSV               | Twente         | 3 - 2                 | Amsterdam, Amsterdam Arena     | 32 500        |
| 2002     | Ajax (4)      | 11 agosto     | Ajax              | PSV            | 3 - 1                 | Amsterdam, Amsterdam Arena     | 40 000        |
| 2003     | PSV (7)       | 10 agosto     | PSV               | Utrecht        | 3 - 1                 | Amsterdam, Amsterdam Arena     | 30 000        |
| 2004     | Utrecht       | 8 agosto      | Ajax              | Utrecht        | 2 - 4                 | Amsterdam, Amsterdam Arena     | 33 500        |
| 2005     | Ajax (5)      | 5 agosto      | PSV               | Ajax           | 1 - 2                 | Amsterdam, Amsterdam Arena     | 32 000        |
| 2006     | Ajax (6)      | 13 agosto     | PSV               | Ajax           | 1 - 3                 | Amsterdam, Amsterdam Arena     | 35 000        |
| 2007     | Ajax (7)      | 11 agosto     | PSV               | Ajax           | 0 - 1                 | Amsterdam, Amsterdam Arena     | 50 000        |
| 2008     | PSV (8)       | 23 agosto     | PSV               | Feyenoord      | 2 - 0                 | Amsterdam, Amsterdam Arena     | 37 000        |
| 2009     | AZ Alkmaar    | 25 luglio     | AZ Alkmaar        | Heerenveen     | 5 - 1                 | Amsterdam, Amsterdam Arena     | 25 000        |
| 2010     | Twente        | 31 luglio     | Twente            | Ajax           | 1 - 0                 | Amsterdam, Amsterdam Arena     | 25 000        |
| 2011     | Twente (2)    | 30 luglio     | Ajax              | Twente         | 1 - 2                 | Amsterdam, Amsterdam Arena     | 45 681        |
| 2012     | PSV (9)       | 5 agosto      | Ajax              | PSV            | 2 - 4                 | Amsterdam, Amsterdam Arena     | 52 000        |
| 2013     | Ajax (8)      | 27 luglio     | Ajax              | AZ Alkmaar     | 3 - 2 (dts)           | Amsterdam, Amsterdam Arena     | 48 000        |
| 2014     | PEC Zwolle    | 3 agosto      | Ajax              | PEC Zwolle     | 0 - 1                 | Amsterdam, Amsterdam Arena     | 42 000        |
| 2015     | PSV (10)      | 2 agosto      | PSV               | Groningen      | 3 - 0                 | Amsterdam, Amsterdam Arena     | 24 000        |
| 2016     | PSV (11)      | 31 luglio     | PSV               | Feyenoord      | 1 - 0                 | Amsterdam, Amsterdam Arena     | 30 000        |
| 2017     | Feyenoord (3) | 5 agosto      | Feyenoord         | Vitesse        | 1 - 1 (dts) (4-2 dtr) | Rotterdam, De Kuip             | 47 500        |
| 2018     | Feyenoord (4) | 4 agosto      | PSV               | Feyenoord      | 0 - 0 (dts) (5-6 dtr) | Eindhoven, Philips Stadion     | 35 000        |
| 2019     | Ajax (9)      | 27 agosto     | Ajax              | PSV            | 2 - 0                 | Amsterdam, Amsterdam Arena     | 51 837        |
| 2020     | Non disputato | Non disputato | Non disputato     | Non disputato  | Non disputato         | Non disputato                  | Non disputato |
| 2021     | PSV (12)      | 7 agosto      | Ajax              | PSV            | 0 - 4                 | Amsterdam, Johan Cruijff Arena | 25 000        |
| 2022     | PSV (13)      | 30 luglio     | Ajax              | PSV            | 3 - 5                 | Amsterdam, Johan Cruijff Arena | 52 000        |
| 2023     | PSV (14)      | 4 agosto      | Feyenoord         | PSV            | 0 - 1                 | Rotterdam, De Kuip             | 47 500        |
| 2024     | Feyenoord (5) | 4 agosto      | PSV               | Feyenoord      | 4 - 4 (dts) (2-4 dtr) | Eindhoven, Philips Stadion     | TBC           |

## Vittorie per club
| Club           | Vittorie | Sconfitte | Anni Vittorie                                                                      | Anni Sconfitte                                             |
| -------------- | -------- | --------- | ---------------------------------------------------------------------------------- | ---------------------------------------------------------- |
| PSV            | 14       | 8         | 1992, 1996, 1997, 1998, 2000, 2001, 2003, 2008, 2012, 2015, 2016, 2021, 2022, 2023 | 1991, 2002, 2005, 2006, 2007, 2018, 2019, 2024             |
| Ajax           | 9        | 10        | 1993, 1994, 1995, 2002, 2005, 2006, 2007, 2013, 2019                               | 1996, 1998, 1999, 2004, 2010, 2011, 2012, 2014, 2021, 2022 |
| Feyenoord      | 5        | 7         | 1991, 1999, 2017, 2018, 2024                                                       | 1992, 1993, 1994, 1995, 2008, 2016, 2023                   |
| Twente         | 2        | 1         | 2010, 2011                                                                         | 2001                                                       |
| AZ Alkmaar     | 1        | 1         | 2009                                                                               | 2013                                                       |
| PEC Zwolle     | 1        | -         | 2014                                                                               |                                                            |
| Utrecht        | 1        | -         | 2004                                                                               |                                                            |
| SVV            | 1        | -         | 1949                                                                               |                                                            |
| Roda JC        | -        | 2         |                                                                                    | 1997, 2000                                                 |
| Groningen      | -        | 1         |                                                                                    | 2015                                                       |
| Heerenveen     | -        | 1         |                                                                                    | 2009                                                       |
| Quick Nijmegen | -        | 1         |                                                                                    | 1949                                                       |
| Vitesse        | -        | 1         |                                                                                    | 2017                                                       |